# بید براق
بید براق (نام علمی: Salix laevigata) نام یک گونه از سرده بید است.